# Resolução 50 do Conselho de Segurança das Nações Unidas
Resolução 50 do Conselho de Segurança das Nações Unidas, aprovada em 29 de maio de 1948, apelou a todos os governos e as autoridades envolvidas no conflito na Palestina para ordenar um cessar-fogo de todos os atos das forças armadas por quatro semanas, a abster-se de introduzir qualquer tropa de combate na Palestina, Egito, Iraque, Líbano, Arábia Saudita, Síria, Transjordânia ou Iêmen durante o cessar-fogo, que se abstenha de importação ou exportação de materiais de guerra para dentro ou para a Palestina, Egito, Iraque, Líbano, Arábia Saudita, Síria, Transjordânia ou Iêmen durante o cessar-fogo.
A resolução apela ainda todos os governos e autoridades a fazer tudo ao seu alcance para garantir a segurança dos Lugares Santos na área, bem como a cidade de Jerusalém e para garantir o livre acesso a eles. Instruído o mediador das Nações Unidas na Palestina para fazer contato com todas as partes envolvidas para ver que a trégua foi feita e ofereceu-lhe o maior número de observadores militares que seria necessário para esse fim. A resolução decidiu que, se foram violadas as condições estabelecidas no mesmo e resoluções anteriores do Conselho iria reconsiderar o assunto com vista a uma ação nos termos do Capítulo VII da Carta das Nações Unidas.
Foi aprovada em partes, sem a votação que teve lugar na resolução como um todo.